# Volodymyr Kaplychnyi
Volodymyr Oleksandrovych Kaplychnyi - em ucraniano, Володимир Олександрович Капличний (Kamianets-Podilskyi, 26 de fevereiro de 1944 – Kiev, 19 de abril de 2004) foi um futebolista e técnico de futebol ucraniano, que atuava como defensor. 
Na era soviética, seu nome era russificado para Vladimir Aleksandrovich Kaplichnyy (Владимир Александрович Капличный, em russo).

## Carreira
Volodymyr Kaplychnyi fez 68 jogos pela Seleção Soviética incluindo jogos na Eurocopa de 1968, na Copa do Mundo de 1970 e na Eurocopa de 1972.